# Querschnitt (Mechanik)

Querschnitt eines Stabes

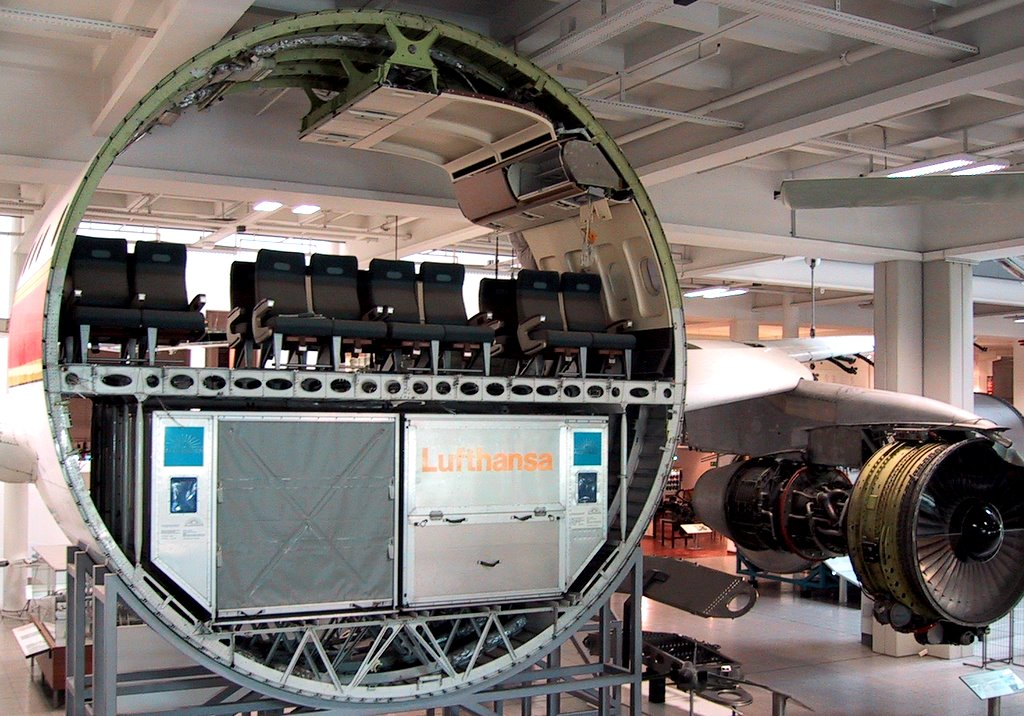
Querschnitt durch den Flugzeugrumpf eines Airbus A300, ausgestellt im Deutschen Museum in München

In der Technischen Mechanik unterscheidet man bei Profilen verschiedene Arten von Querschnitten (vereinzelt wird auch eine Querschnittsfläche irrtümlicherweise als Querschnitt bezeichnet; vgl. Schnitt):
- einfach zusammenhängende Querschnitte (Rechteckquerschnitte, Kreisquerschnitte)
- mehrfach zusammenhängende Querschnitte (zum Beispiel Leichtmetallprofil aus mehreren Zellen).

Weiterhin unterscheidet man:
- offene Profile (zum Beispiel U-Stahl, Winkelprofil)
- geschlossene Profile (Rohr)

Aus der Geometrie der Querschnittsflächen können deren Flächeninhalte sowie Flächenträgheitsmomente und Widerstandsmomente berechnet werden. Zusammen mit den Belastungen wie Kräften oder Biege- bzw. Torsionsmomenten können damit die auftretenden Spannungen berechnet werden, die maßgeblich für das Versagen der Bauteile sind.